# Hệ thống giao thông công cộng tại Việt Nam

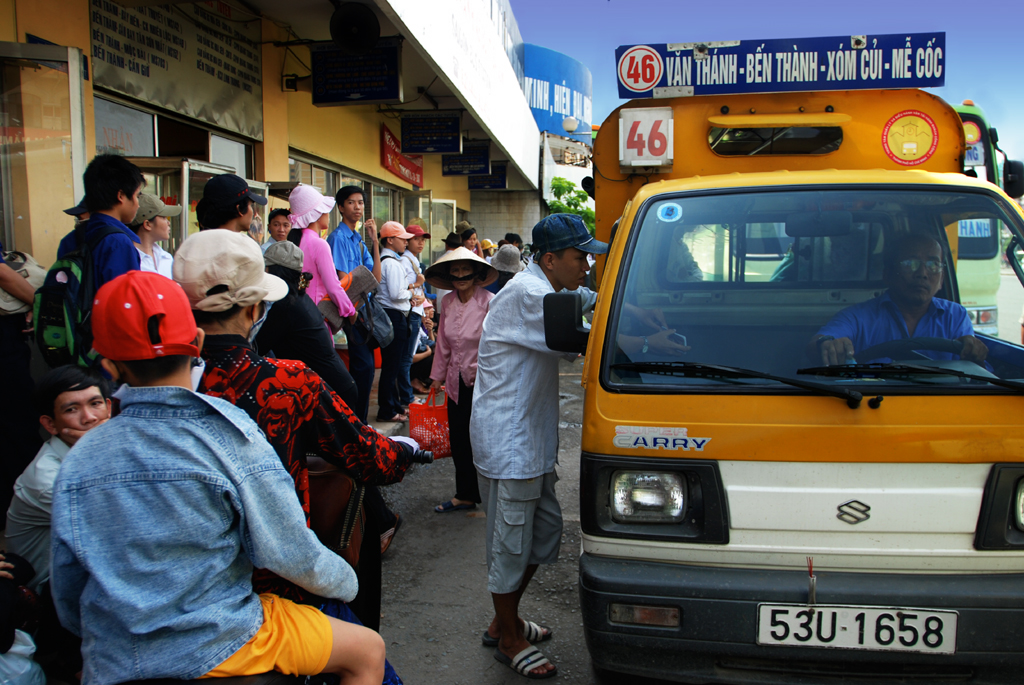
Người dân đi xe đò liên tỉnh

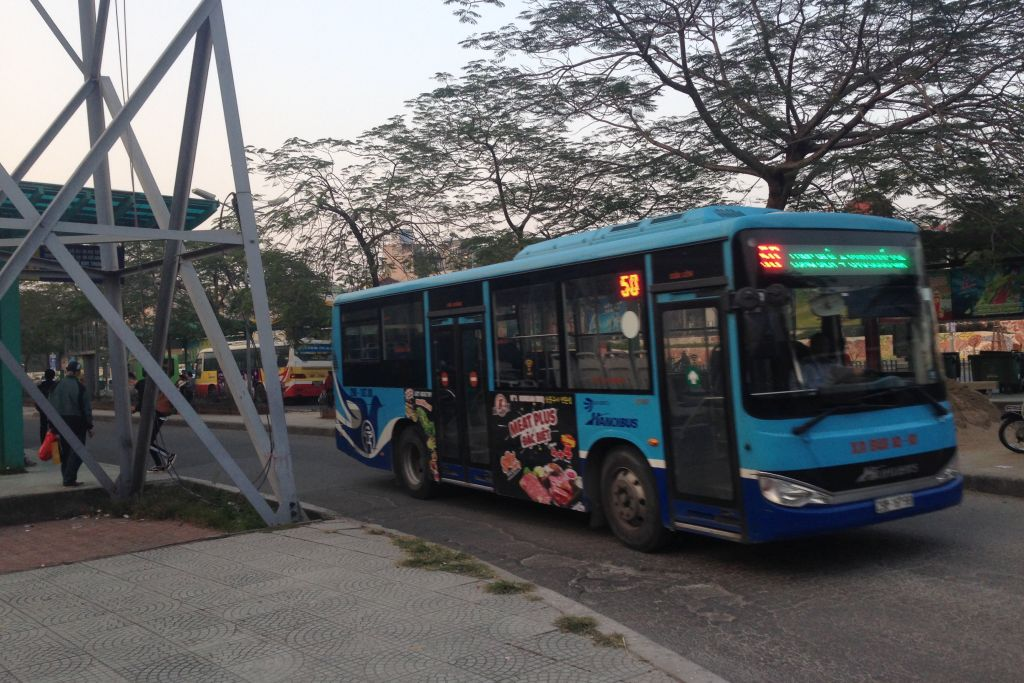
Xe buýt nội đô tại ĐTC Long Biên, Hà Nội

Theo xu thế phát triển chung của thế giới, Việt Nam đang phải đối mặt với những vấn đề về giao thông đô thị như sự gia tăng của phương tiện cá nhân, áp lực về cơ sở hạ tầng và nhu cầu đi lại của người dân ngày càng cao. Hình ảnh các phương tiện nêm kín mặt đường vào các giờ cao điểm không còn là chuyện mới tại các đô thị lớn như Hà Nội, Tp. Hồ Chí Minh, Đà Nẵng, Hải Phòng.... Đi cùng với đó là tình trạng ô nhiễm môi trường do khói bụi từ các phương tiện giao thông. Diễn đàn Liên Chính phủ về Giao thông vận tải bền vững môi trường khu vực châu Á lần thứ 12 (Diễn đàn EST 12) diễn ra tại Hà Nội những ngày cuối tháng 10/2019 cũng dành thời gian bàn thảo về phát triển dịch vụ vận tải và kết cấu hạ tầng giao thông bền vững. Nhận thức rõ áp lực của phát triển dịch vụ vận tải đối với phát triển đô thị, Chính phủ và Bộ Giao thông Vận tải cũng như các địa phương từ nhiều năm trước đây và hiện nay đã xác định phát triển giao thông công cộng là giải pháp tối ưu và được ưu tiên phát triển để giải quyết tình trạng trên.

## Xe buýt
Theo Bộ Giao thông Vận tải, việc phát triển hệ thống vận tải hành khách công cộng đã đạt được những kết quả bước đầu. Đến thời điểm này đã có 60/63 tỉnh, thành phố trên cả nước (trừ Yên Bái, Lai Châu, Hà Giang) có vận tải hành khách công cộng bằng xe buýt hoạt động với gần 10.000 phương tiện và 280 doanh nghiệp, hợp tác xã vận tải thực hiện; trong đó tập trung chủ yếu tại các thành phố lớn Hà Nội, Tp. Hồ Chí Minh, Đà Nẵng, Hải Phòng và Cần Thơ. Hệ thống vận tải hành khách công cộng phát triển mạnh tại 2 đầu tàu kinh tế là Hà Nội và Tp. Hồ Chí Minh. Cụ thể, Hà Nội có 121 tuyến, vận chuyển trên 400 triệu hành khách/năm; Tp. Hồ Chí Minh có 139 tuyến, vận chuyển 300 triệu hành khách/năm.

## Xe buýt nhanh - BRT
Hiện có 3 dự án xe buýt nhanh (BRT) đang phát triển và vận hành tại các thành phố lớn: Hà Nội, Thành phố Hồ Chí Minh, Đà Nẵng

## Đường sắt đô thị
Các dự án đường sắt đô thị như: tuyến Cát Linh - Hà Đông, tuyến Nhổn - ga Hà Nội (tại Hà Nội); tuyến metro số 1 (Bến Thành - Suối Tiên), tuyến số 2 (Bến Thành - Tham Lương) tại Tp. Hồ Chí Minh đang xây dựng, các tuyến metro khác cũng được xúc tiến đầu tư.

## Hệ thống vé
- Vé lượt
- Vé tháng
- Vé điện tử
- Vé liên thông đa phương tiện

## Công nghệ thông tin trong vận hành và phục vụ hành khách

### Thanh toán không tiền mặt trên xe buýt
Trung tâm Quản lý giao thông công cộng Thành phố Hồ Chí Minh - cơ quan quản lý nhà nước về giao thông công cộng tại Thành phố Hồ Chí Minh - triển khai hệ thống thẻ vé điện tử với thương hiệu UniPass trên địa bàn thành phố, hiện phục vụ hơn 20 tuyến xe buýt trong giai đoạn đầu. Hệ thống có sự tham gia phát triển của công ty ZION (với thương hiệu ZaloPay) và ngân hàng VietBank với giải pháp thanh toán nhiều phương thức: thẻ Napas từ Vietbank, thẻ cứng UniPass hoặc mã QR của UniPass/ZaloPay. Giải pháp này còn được cơ quan quản lý kỳ vọng có thể áp dụng trên toàn bộ mạng lưới giao thông cộng cộng tại thành phố trong tương lai, bao gồm tất cả tuyến xe buýt trên địa bàn, buýt đường sông, buýt nhanh BRT và đường sắt đô thị.
VinBus cũng cung cấp loại hình thanh toán không tiền mặt qua máy chấp nhận thẻ Napas trên các tuyến buýt điện do VinBus vận hành tại các thành phố Hà Nội, Thành phố Hồ Chí Minh và Phú Quốc. Riêng xe buýt tại Thành phố Hồ Chí Minh của VinBus còn hỗ trợ thanh toán qua hạ tầng của UniPass theo chủ trương của cơ quan quản lý.
Phương Trang (hay còn được biết với thương hiệu FutaBus) là nhà vận hành nhiều tuyến xe buýt tại nhiều tỉnh thành trên cả nước. Tại Thành phố Hồ Chí Minh, hãng đang vận hành tuyến 63-1 và 109 có kết nối đến sân bay quốc tế Tân Sơn Nhất. Các tuyến này đều sử dụng giải pháp thanh toán không tiền mặt do hãng tự phát triển (thông qua ví điện tử FutaPay của Phương Trang), chấp nhận thanh toán bằng thẻ nội địa Napas, thẻ quốc tế (Visa, MasterCard) cùng hình thức thanh toán qua ví điện tử FutaPay (ví này có thể nạp tiền qua thẻ nội địa Napas, thẻ quốc tế Visa/Mastercard hoặc thông qua ví điện tử khác như ZaloPay hoặc MoMo).

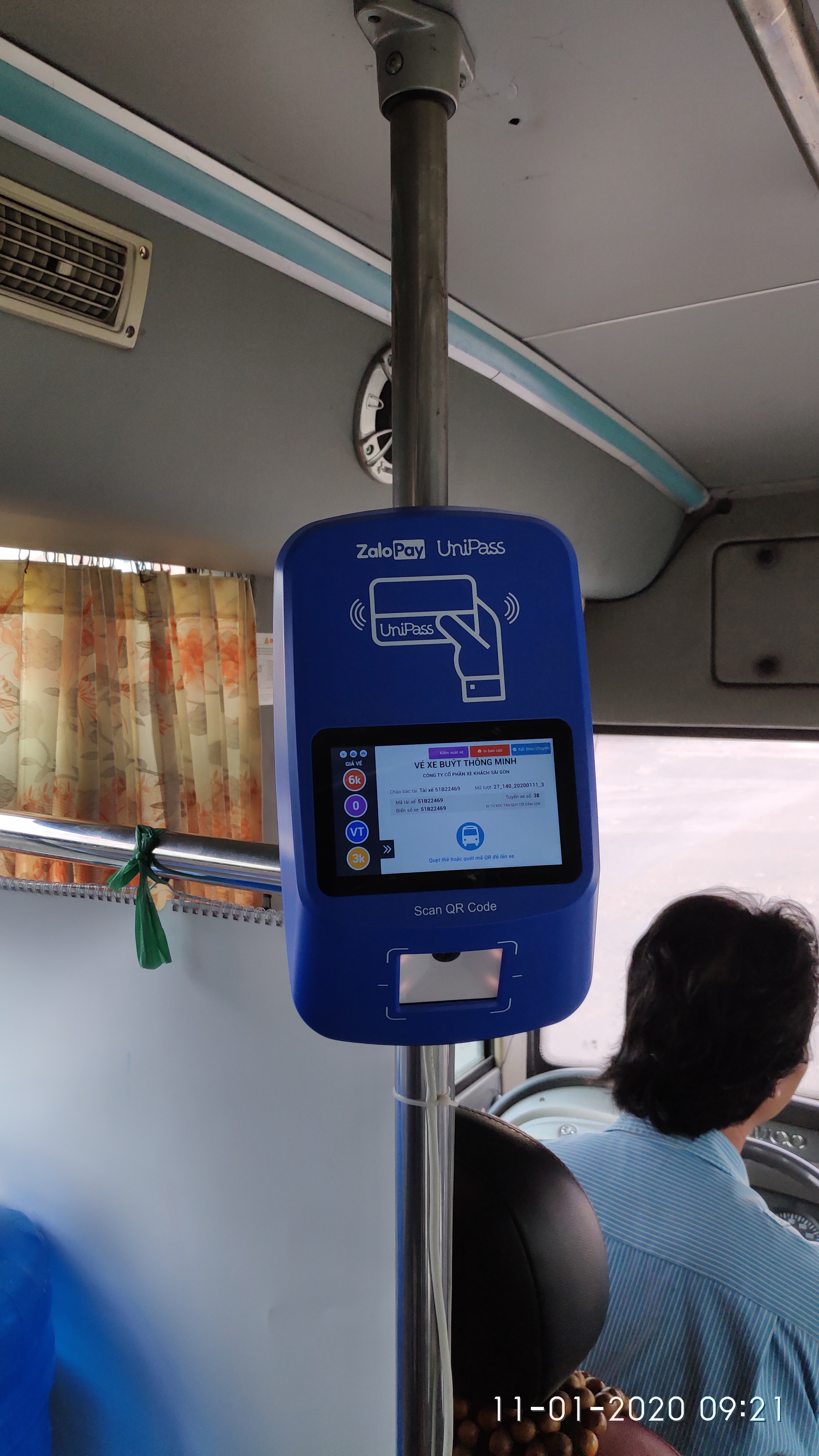
Máy chấp nhận thẻ và mã QR UniPass trên xe buýt tuyến 38
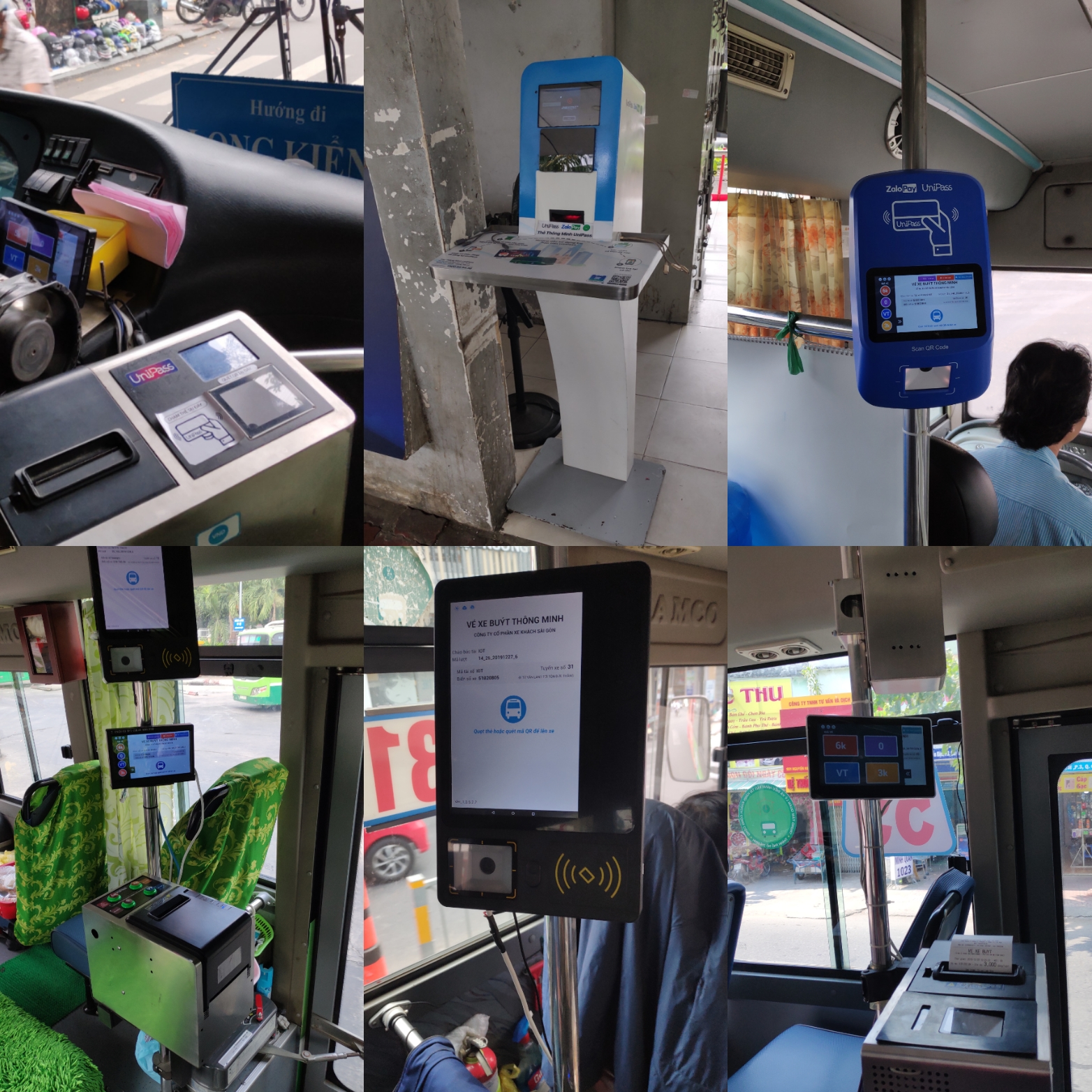
Một số thiết bị hỗ trợ nền tảng UniPass
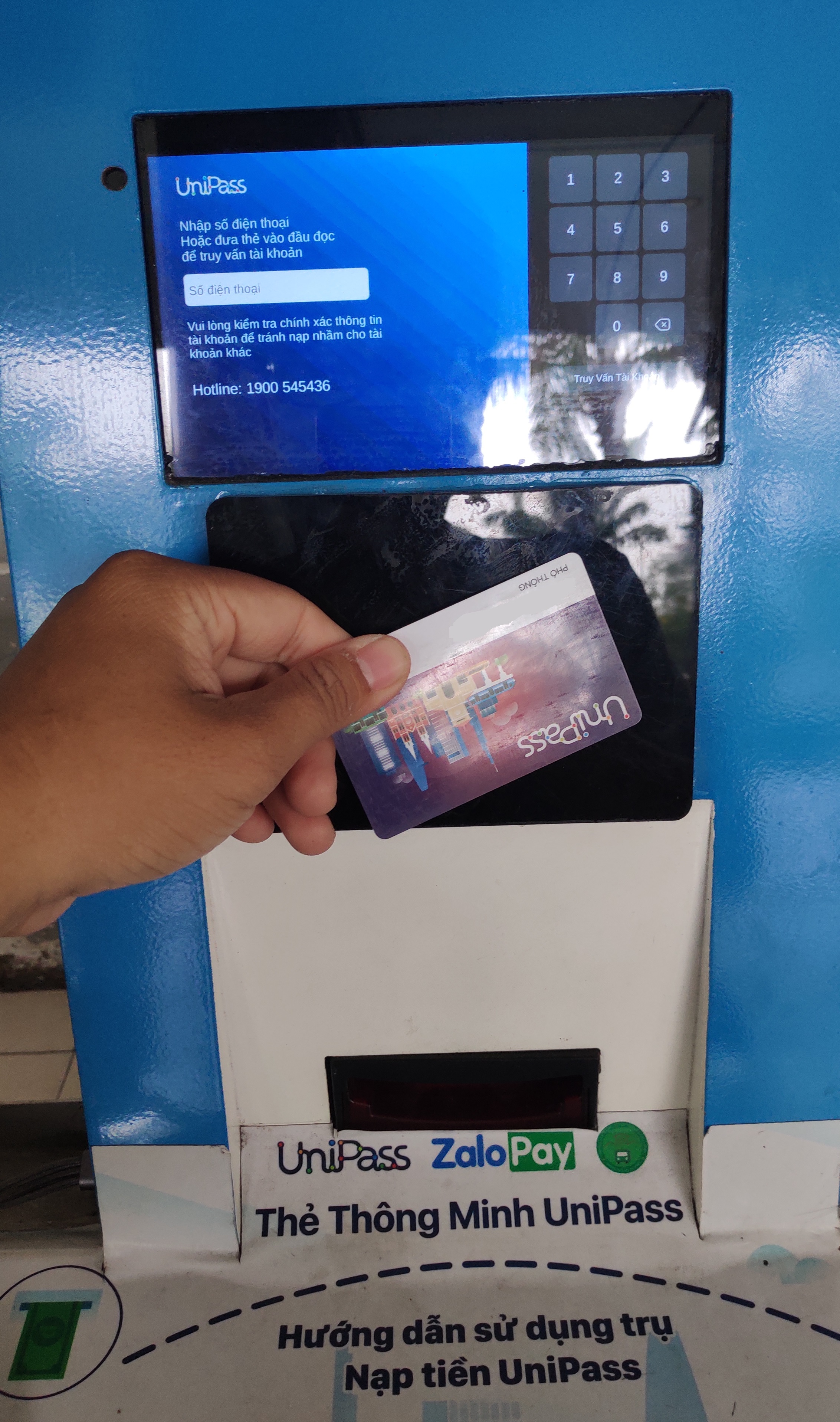
Chạm thẻ để giao dịch tại máy nạp tiền UniPass
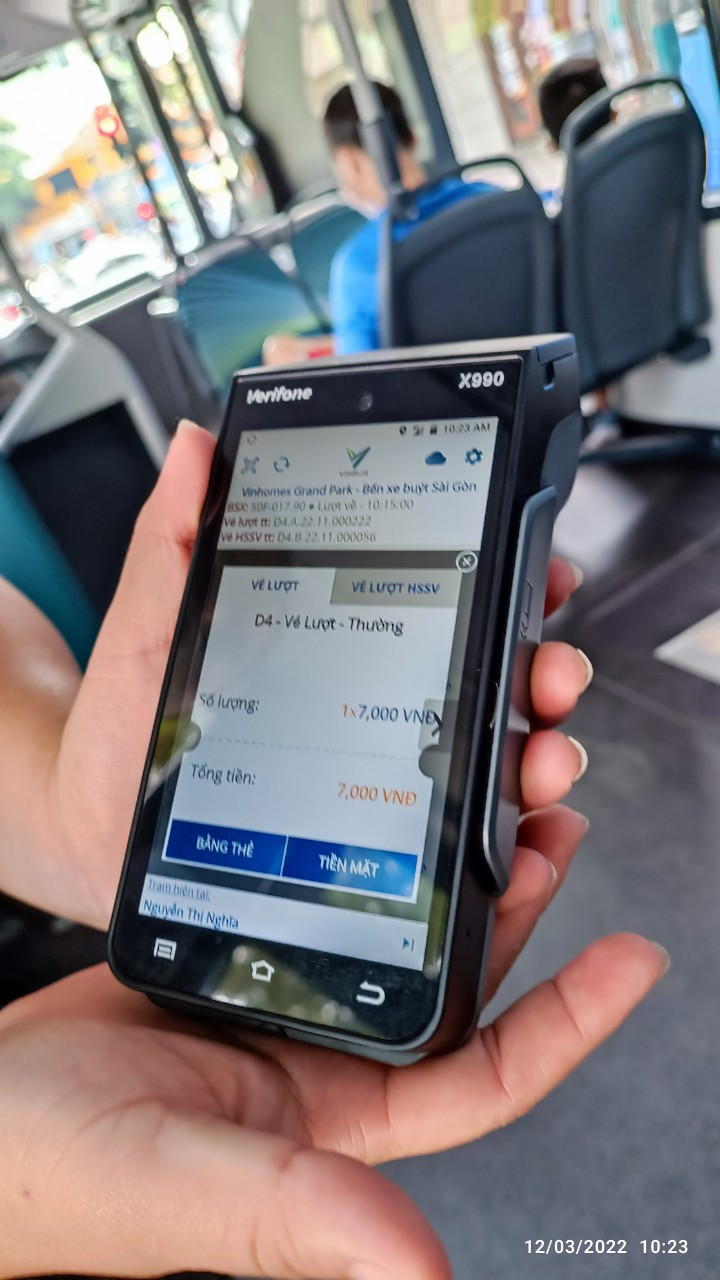
Màn hình bán vé của VinBus
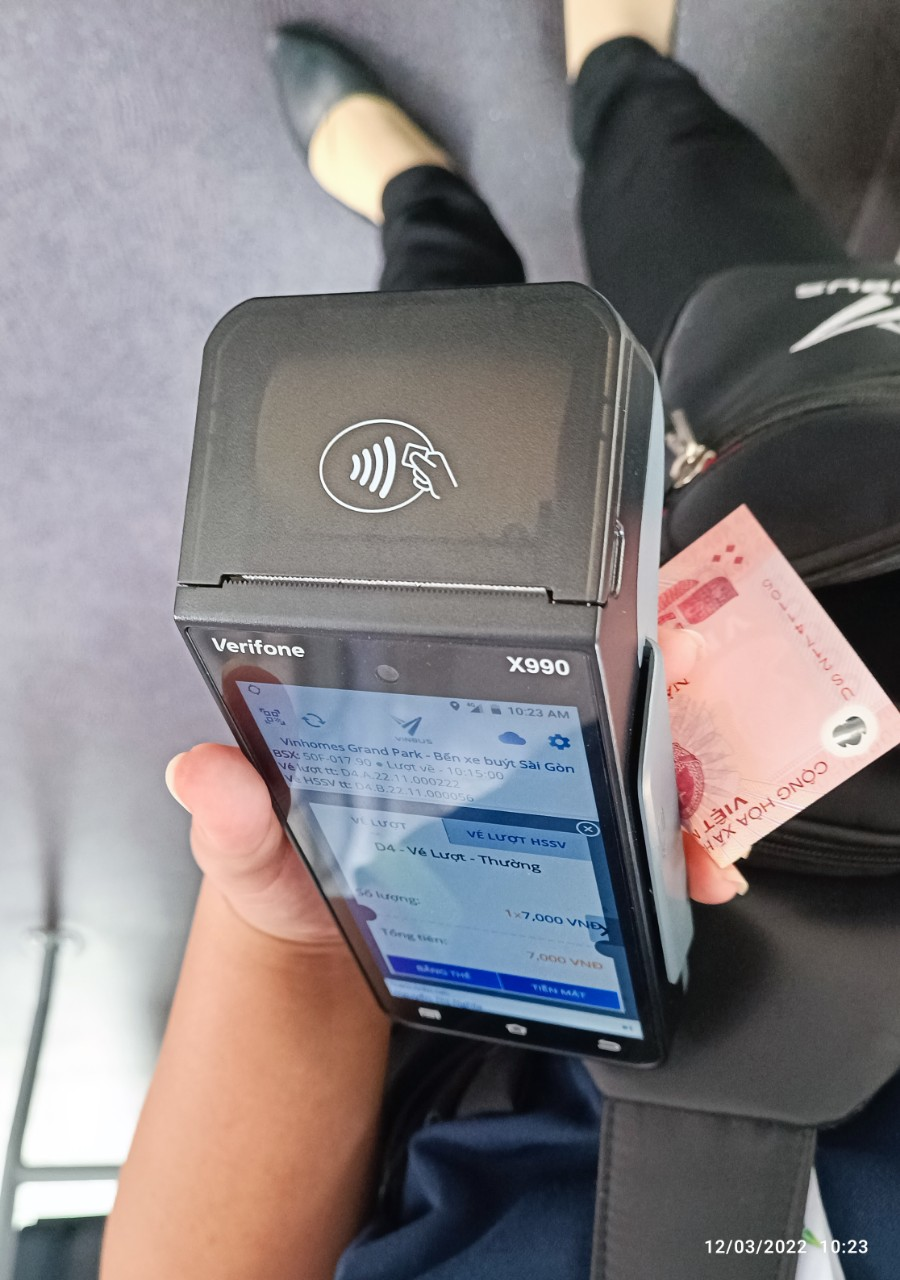
Máy bán vé của VinBus
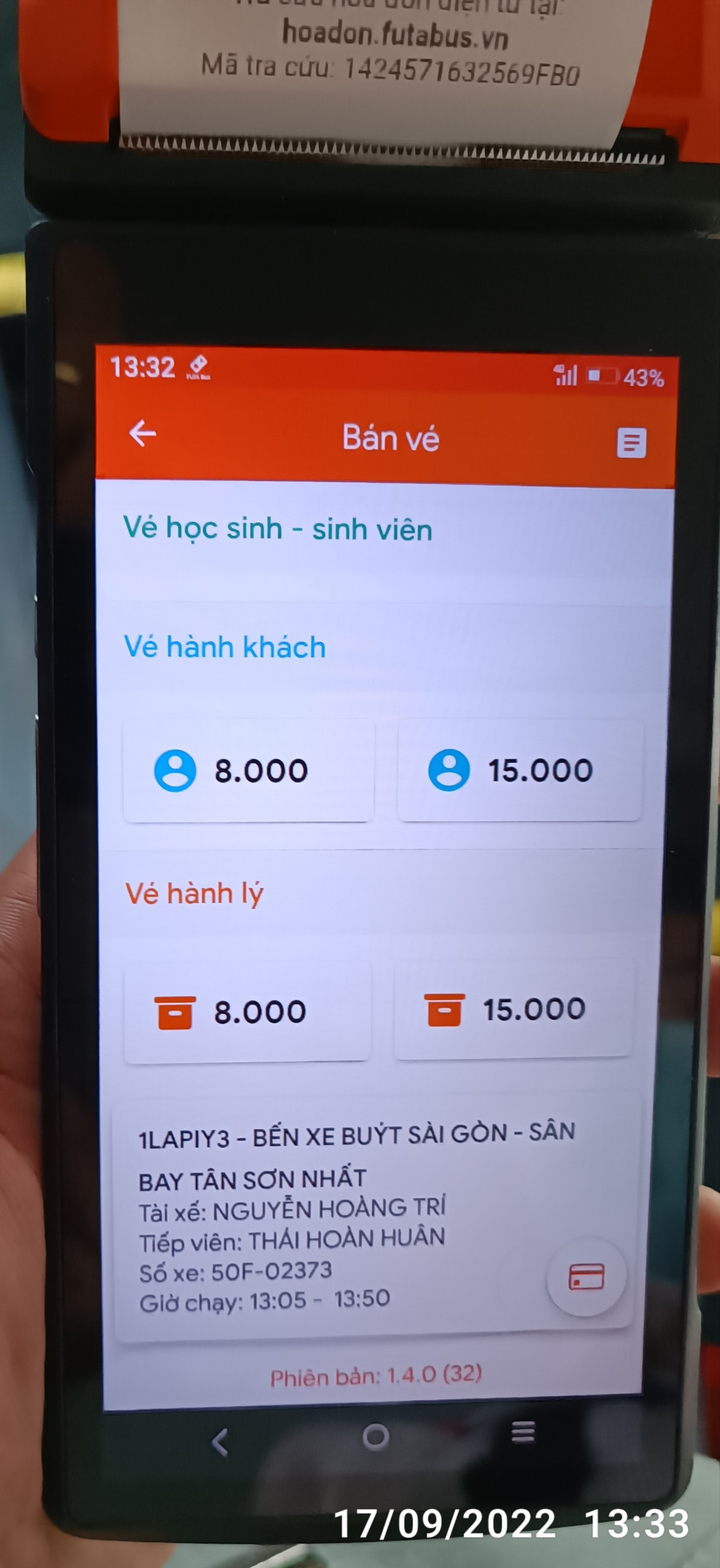
Màn hình bán vé của FutaBus
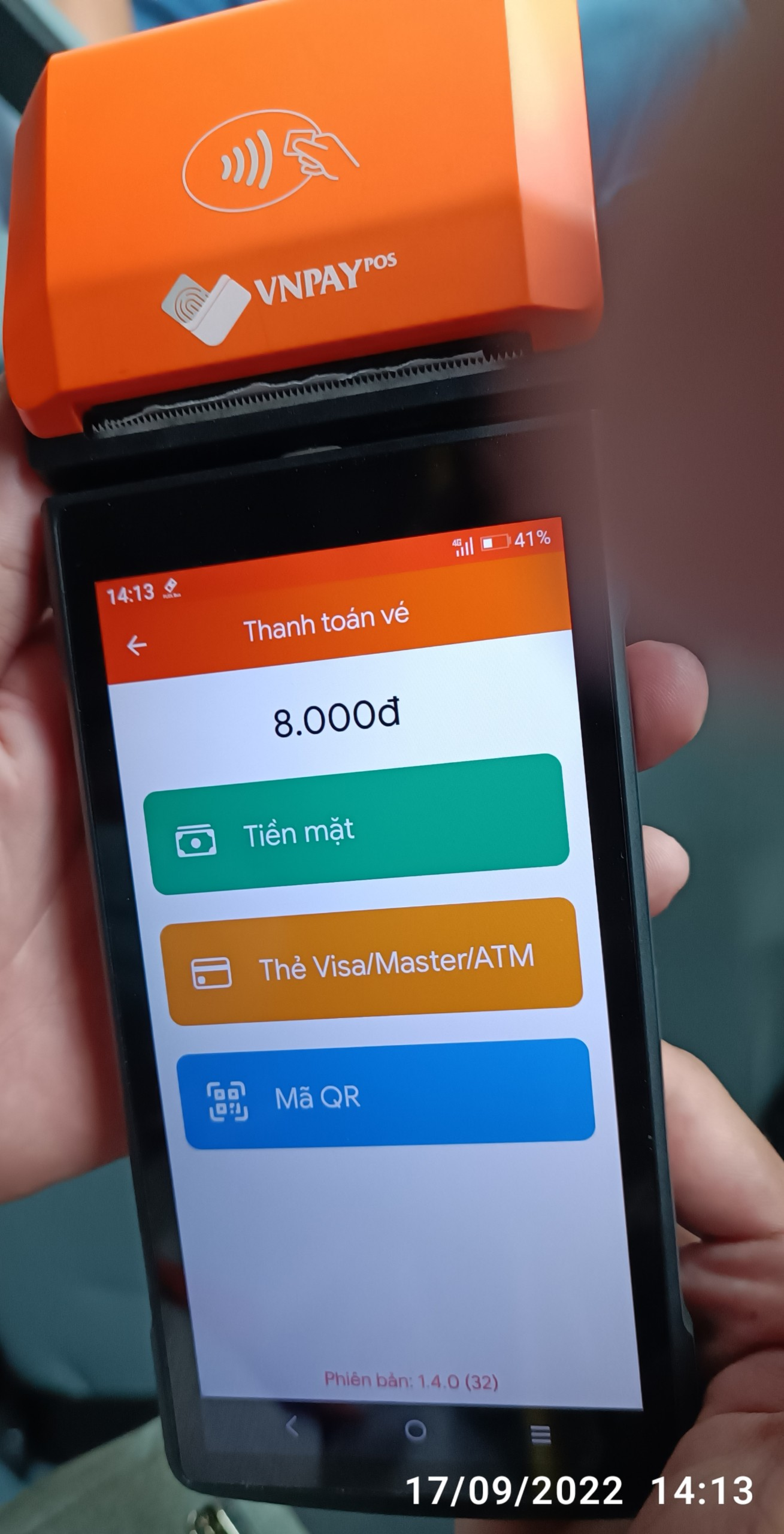
Màn hình thanh toán vé xe của FutaBus
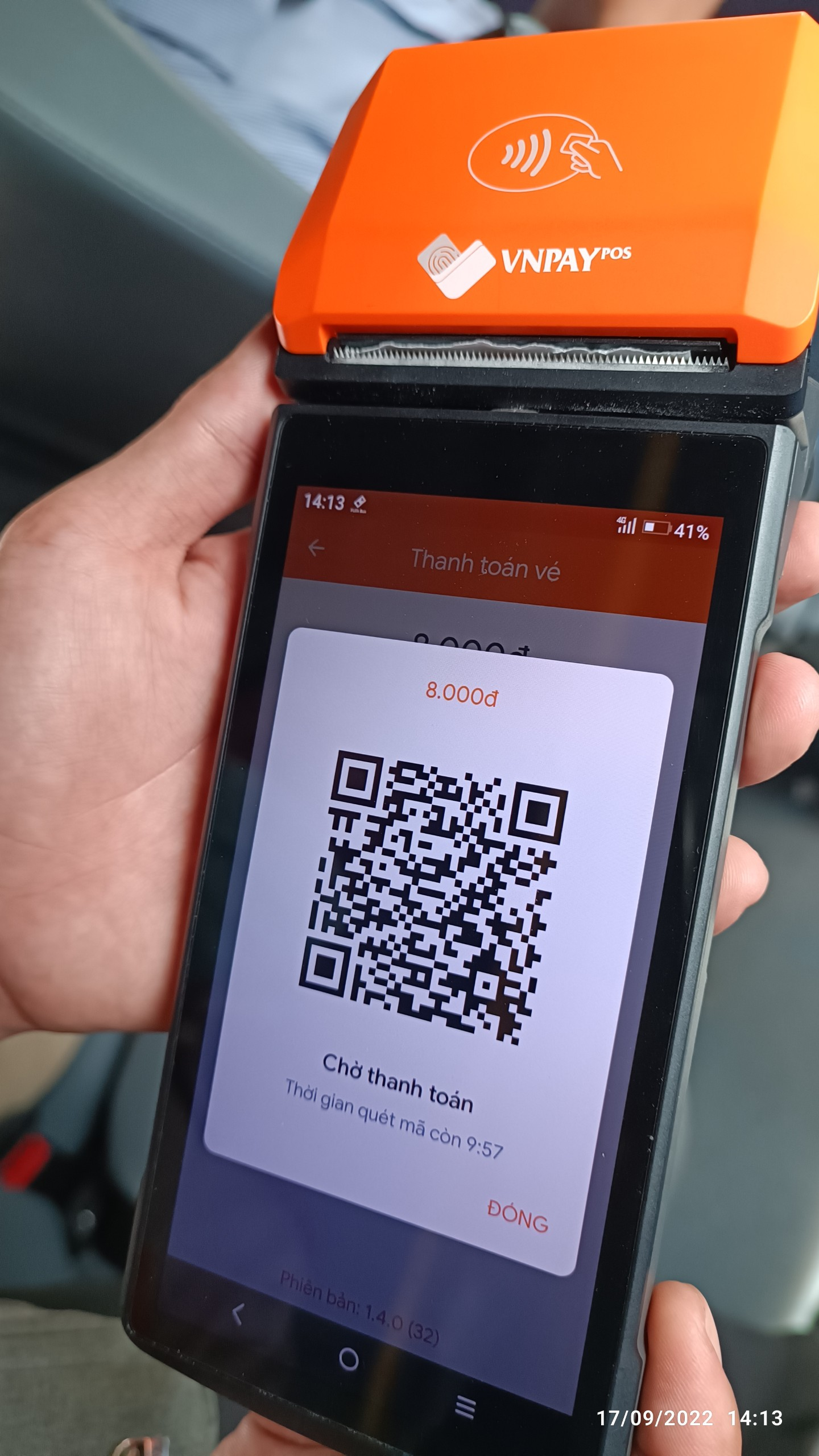
Màn hình thanh toán vé xe qua mã QR của FutaBus

### Công nghệ thông minh phục vụ giao thông công cộng
Thành phố Hồ Chí Minh đã đi trước một bước trong việc ứng dụng công nghệ giao thông thông minh để phục vụ người dân đi lại như BusMap, bản đồ số thông minh. Hiện việc ứng dụng công nghệ giao thông thông minh đang ở bước khởi đầu. Các phần mềm ứng dụng miễn phí hữu ích tiện lợi cho người đi xe buýt bao gồm
- Tìm Buýt do Tổng công ty Vận tải Hà Nội (Transerco) cung cấp cho người dân Hà Nội
- BusMap cho người dân TP Hồ Chí Minh, Hà Nội, Đà Nẵng (Việt Nam) và Bangkok, ChiangMai (Thái Lan)
- EasyBus có khá nhiều tính năng hữu ích cho người đi xe buýt ở hai thành phố lớn là Hà Nội và TP.HCM

## Nhận xét, đánh giá
Tại các thành phố lớn như Hà Nội, TP Hồ Chí Minh có hệ thống xe buýt công cộng để phục vụ người dân nhằm giảm thiểu lượng xe cá nhân lưu thông. Tuy nhiên hệ thống này còn yếu kém, năm 2011, sau khi đi thử xe buýt công cộng, Bộ trưởng Bộ Giao thông Vận tải Đinh La Thăng cũng cho biết: "Thực tế, với tình hình chất lượng xe buýt như hiện nay thì đến tôi còn chẳng thể đi nổi, làm sao mà bắt buộc anh em phải đi được." Đến năm 2018, hệ thống xe buýt công cộng tại Hà Nội đã và đang thay đổi
Hệ thống xe lửa nối liền các thành phố được xây dựng từ thời Pháp thuộc đã quá cũ kỹ. Dự án Đường sắt cao tốc sử dụng hoàn toàn kỹ thuật và vốn vay từ Nhật Bản vấp phải sự phản đối quyết liệt từ Quốc hội và người dân, và bị Quốc hội bác bỏ vì cho là quá tốn kém không thích hợp với thực trạng kinh tế hiện nay và cần nhiều dự án thiết thực hơn, dù Chính phủ Việt Nam muốn quyết tâm tiến hành dự án tốn kém 56 tỷ USD này.